# Río Manso
Le río Manso est une rivière de Patagonie, qui coule en Argentine et au Chili. C'est l'affluent principal du río Puelo auquel il donne ses eaux en rive droite.

## Géographie
Le río Manso naît en Argentine, sur le territoire occidental de la province de Río Negro, sur les pentes sud-orientales du volcan Tronador (3 478 m), de la confluence de plusieurs petits cours d'eau, au niveau de la petite localité de Pampa Linda. Il se jette en territoire chilien dans le río Puelo, fleuve qui aboutit dans l'océan Pacifique.
Le río Manso supérieur s'étend sur quelque 17 km, et parcourt une vallée très encaissée,mais à fond plat et inondable. Cette section se termine par son débouché dans le lac Mascardi - qui reçoit par ailleurs les eaux du lac Guillelmo -.
Le parcours du río Manso moyen se déroule dans une vallée profonde, orientée d'est en ouest d'abord, puis du nord au sud. La rivière y présente des rapides et plusieurs cascades, la plus spectaculaire étant la cascade de los Alerces . La rivière y traverse deux petits lacs, le lac Los Moscos et le lac Hess (dont le lac Fonck est tributaire). La section du río Manso moyen est longue de 31 km et se termine dans le lac Steffen, lequel reçoit en plus les eaux de l'émissaire du lac Martín.

Carte du parc national Nahuel Huapi avec les principaux lacs cités.

Le río Manso inférieur, de plus ou moins 50 km en territoire argentin, est à nouveau paisible, avec peu de rapides. Il est très fréquenté par les sportifs qui y pratiquent le canotage ou rafting. La rivière y coule vers le sud, jusqu'aux confluents des ríos Villegas et Foyel. Il emprunte alors la direction de l'ouest, parcourant une profonde et large vallée recouverte parfois de bois, parfois de prairies ouvertes et aussi de marécages. 
En Argentine, son parcours se déroule au sein du parc national Nahuel Huapi depuis sa source jusqu'au sud du confluent avec le río Villegas. 
La surface de son bassin versant en territoire argentin est de 3 780 km2, situés très majoritairement dans le département de Bariloche de la province de Río Negro. 
Près de la localité d'El Manso, la rivière pénètre en territoire chilien, et vire à nouveau vers le sud-ouest. Peu après, elle conflue en rive droite avec le río Puelo, émissaire du Lac Puelo en Argentine, qui débouche plus loin dans l'océan Pacifique. En territoire chilien le río Manso reçoit en rive droite le río Torrentoso, émissaire du lac Vidal Gormaz.

## Affluents et sous-affluents
Parmi ses affluents principaux, il faut mentionner :
- l'arroyo Los Césares (rive droite), émissaire du lac Los Césares
- le río Fonck (rive droite), émissaire du lac Fonck. Il conflue au niveau du lac Hess.
- le río Roca (rive droite), émissaire du lac Julio Roca, qui lui-même reçoit les eaux des lacs Linco et Felipe.
- le río Villegas (rive gauche)
- le río Foyel (rive gauche)
  - le río Escondido (rive gauche), émissaire du lac Escondido, qui lui-même reçoit les eaux des lacs Montes et Soberanía.